# Inurois fumosa
Inurois fumosa là một loài bướm đêm trong họ Geometridae.